# Amour et Poésie
Pour plus de détails, voir Fiche technique et Distribution.
Amour et Poésie (titre original : Bumping into Broadway) est un court métrage de comédie américain, en noir et blanc et muet, réalisé par Hal Roach et sorti en 1919. Ce film met en scène le comique Harold Lloyd et est particulièrement célèbre pour être la première apparition de son personnage fétiche avec ses fameuses lunettes.

## Synopsis
Une femme, comédienne dans une troupe de théâtre de Broadway, est dans une situation précaire. Mal payée, à deux doigts de se faire renvoyer, elle a du mal à honorer son loyer. Vivant juste à côté de chez elle, un homme, artiste écrivain, essaie de finir sa première pièce et de trouver un producteur. Il fait face lui aussi à de graves problèmes d'argent. Malgré tout, il vient en aide à la jeune femme en lui donnant son dernier dollar…

## Fiche technique
- Titre : Amour et Poésie
- Titre original : Bumping into Broadway
- Réalisation : Hal Roach
- Scénario : H.M. Walker
- Musique : Robert Israel (pour l'édition vidéo de 2004)
- Photographie : Walter Lundin
- Production : Hal Roach, Rolin Films
- Pays d'origine :  États-Unis
- Genre : Comédie
- Durée : 23 minutes
- Dates de sortie :
  - États-Unis : 2 novembre 1919
  - France : 20 avril 1923

## Distribution
- Harold Lloyd : le jeune homme
- Bebe Daniels : la jeune femme
- Snub Pollard : le directeur du théâtre (crédité en tant que Harry Pollard)
- Helen Gilmore : la propriétaire
- Noah Young : l'homme de main de la propriétaire
- Fred C. Newmeyer : apparition (crédité en tant que Freddie Neomeyer)
- Charles Stevenson : apparition
- Sammy Brooks : apparition
- Gus Leonard : le célibataire désespéré
- William Gillespie : Johnnie (non crédité)
- Dee Lampton : apparition (non crédité)

## Récompenses et distinctions

### Nominations
- Saturn Award 2006 :
  - Saturn Award de la meilleure collection DVD (au sein du coffret Harold Lloyd Collection)